# 服部和彦
服部 和彦（はっとり かずひこ、英: Kazuhiko Hattori、1944年 - ）は、日本の音楽家・音楽批評家・音楽プロデューサー・作曲家・朗読演出家。
東京都出身。

## 経歴
1966年日本大学第二工学部卒業。1976年から1977年まで民族音楽研究のため、アジア、中東、アフリカの各国を歴訪。
1973年に作曲コンクールに1位入賞すると音楽活動を開始。
1975年、国際芸術連盟会長に就任。琴祥流琴祥会(大正琴)会長、日韓音楽文化交流委員会代表などを歴任している。
室内楽を中心に独奏曲、管弦楽、劇音楽など数多くのジャンルで活躍。Asia Composers Leagueのフェスティバルで室内楽作品が6回・声楽アンサンブルが1回入選。
これまでに20回を超える作品個展を開いている。CD、楽譜の出版も多数。
プロデューサーとしての活動も活発で、
国内外の現代音楽の紹介やフェスティバルなどを制作。
また朗読台本の執筆、脚色、演出を手がけるほか、朗読家の発掘育成にも力を注いでいる。
40年来、東洋思想、超心理学、量子物理学、神智学、史学を学び、それらの学際的研究も重ねている。またこれらと並行して講演や執筆活動を行う。
国際芸術連盟会長、琴祥流琴祥会(大正琴)会長、朗読季の会主宰。東京国際室内楽作曲コンクール、東京国際声楽作曲コンクール審査員長。

## 書籍
- KYO（アンリ　ルモアンヌ＜仏＞刊）
- アフター　ザ　ダーク（JILA edition 刊）
- ギターのためのコンポジション（全音楽譜出版社刊）
- 美しき受難者（日本作曲家協議会刊）

## 作曲作品
- 雨の彩～フルートのために～
- シーズン～ピアノのために～
- 波の記憶～ヴァイオリン・クラリネット・ピアノのために～
- 私の耳は…～朗読と音楽のために～
- アフター・ザ・ダークⅡ～弦楽四重奏のために～
- ピアノ協奏曲「巡る風のとき」
- 無伴奏声楽六重唱曲”イリスの風”
- ミザール～マリンバのために～
- プレアデス～ソプラノと弦楽オーケストラのための詩曲～
- エピターフ

2016年8月16日「日本現代音楽展」での『ミザール」』の楽曲解説においては、以下のように語っている。

『「ミザール」とは、北斗七星の中の一番明るい星の名称である。“ミザール”という言葉に出会ったとき、この言葉の響きや質感が私の創作意欲を誘発した。

光と闇、動に対する静のように、互いに対立しながら一体融合している存在を想い続けた。漆黒の空間に放散してゆく繊細な光の束をイメージした。

言葉のイメージを喚起する力を思い知ったのだった』

## 参考
- 服部和彦のチケット一覧
- 講演依頼.com　服部和彦
- コンサートスクエア　服部和彦作曲個展
- 国際芸術連盟
- タワーレコード　服部和彦
- himawariのブログ　日本現代音楽展